# Kumagaya-Rugbystadion
Das Kumagaya-Rugbystadion ist ein Rugby-Stadion in der japanischen Stadt Kumagaya, Präfektur Saitama, auf der Hauptinsel Honshū. Es ist einer der zwölf Austragungsorte der Rugby-Union-Weltmeisterschaft 2019. Die Anlage liegt zentral im Osten der Stadt, die sich im Großraum Tokio befindet. Die Präfektur Saitama grenzt nördlich an die Präfektur Tokio.

## Geschichte
Das Kumagaya-Rugbystadion wurde 1991 eröffnet. Für die Rugby-Union-Weltmeisterschaft 2019 wurde es in ein reines Sitzplatzstadion umgewandelt. Die Sportstätte fasst nach dem Umbau 24.000 Zuschauer. Für die WM werden zusätzlich vorübergehend 6000 Sitzplätze geschaffen.

## Nutzung
Das Stadion wird vor allem für Rugbyspiele genutzt. Der Rugbyclub Panasonic Wild Knights trägt hier seine Heimspiele aus. Es finden zudem Partien der Schul- und Universitätsmannschaftsauswahlen Japans statt.

### Spiele der Rugby-Union-Weltmeisterschaft 2019 in Kumagaya
Es werden drei Spiele der Vorrunde der Rugby-Union-WM 2019 im Kugayama-Rugbystadion ausgetragen.
- 24. September 2019, Gruppe A:  Russland –  Samoa –:–
- 29. September 2019, Gruppe D:  Georgien –  Samoa –:–
- 9. Oktober 2019, Gruppe C:  Argentinien –  Vereinigte Staaten –:–

## Verkehrsanbindung
Die Spielstätte ist per Bus vom Zentralbahnhof aus innerhalb von 10 Minuten zu erreichen.